# Pipiza westsibirica
Pipiza westsibirica är en tvåvingeart som beskrevs av Violovitsh 1985. Pipiza westsibirica ingår i släktet gallblomflugor, och familjen blomflugor. Inga underarter finns listade i Catalogue of Life.